# 长毛箐姑草
长毛箐姑草（学名：Stellaria pilosa）是石竹科繁缕属的植物，为中国的特有植物。分布在中国大陆的云南、四川等地，生长于海拔1,800米至3,700米的地区，多生于林缘和草地，目前尚未由人工引种栽培。

## 别名
长柔毛繁缕（云南植物研究）